# Alexandria (New Hampshire)
Pour les articles homonymes, voir Alexandrie (homonymie).
Alexandria est une municipalité américaine située dans le comté de Grafton au New Hampshire. Selon le recensement de 2010, sa population est de 1 613 habitants.

## Géographie
La municipalité s'étend sur 43,15 milles carrés (111,76 km2), dont 0,20 milles carrés (0,52 km2) d'étendues d'eau.

## Histoire
La localité est fondée en 1753. Elle est probablement nommée en référence à la ville d'Alexandria, où se sont réunis les cinq gouverneurs coloniaux américains avant la guerre de la Conquête. Alexandria devient une municipalité en 1782.